# Jin Sato
Jin Sato (佐藤 尽 Sato Jin?, nacido el 27 de septiembre de 1974 en Hokkaido) es un exfutbolista japonés. Jugaba de defensa y su último club fue el Consadole Sapporo de Japón.

## Trayectoria

### Clubes
| Club               | País  | Año         |
| ------------------ | ----- | ----------- |
| Yokohama Flügels   | Japón | 1997 - 1998 |
| Kyoto Purple Sanga | Japón | 1999 - 2002 |
| Consadole Sapporo  | Japón | 2002 - 2004 |

## Palmarés

### Títulos nacionales
| Título             | Club             | País  | Año  |
| ------------------ | ---------------- | ----- | ---- |
| Copa del Emperador | Yokohama Flügels | Japón | 1998 |